# مؤسسه تنظیم و نشر آثار امام خمینی

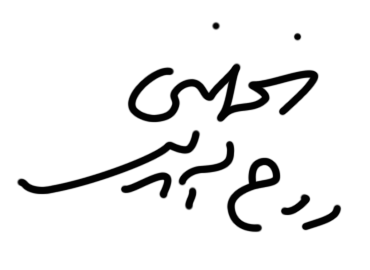
امضای روح الله خمینی

مؤسسه تنظیم و نشر آثار امام خمینی، موسسه‌ای است که به نشر آثار سید روح‌الله خمینی، رهبر پیشین ایران می‌پردازد و از هنگام بنیان‌گذاری در سال ۱۳۶۷ تا کنون با نظارت فرزندان و نوادگان او اداره شده است. این مؤسسه در قالب‌هایی چون نگهداری اسناد روح‌الله خمینی، تنظیم و چاپ کتاب‌های او و مقالات مربوط فعالیت می‌کند و بر چاپ تمام مطالب و کتاب‌های ناشران دیگر دربارهٔ وی نظارت دارد.

## بنیان‌گذاری
مؤسسه تنظیم و نشر آثار امام خمینی با اهتمام سید احمد خمینی و براساس حکم سید روح‌الله خمینی در ۱۷ شهریور ۱۳۶۷ و بر مبنای طرح پیشنهادی «تشکیلات و شرح وظایف مؤسسه» که توسط محمدعلی انصاری و حمید انصاری تدوین شد و کلیات آن مورد موافقت روح‌الله خمینی، سید احمد خمینی و رؤسای سه قوه قرار گرفت، در سال ۱۳۶۷ تأسیس شد.
این مؤسسه شش سال با هدایت و نظارت سید احمد خمینی اداره شد و پس از مرگ وی تاکنون با نظارت سید حسن خمینی فعالیت خود را در بخش‌های پژوهشی، هنری، امور فرهنگی و ارتباطات، انتشارات، امور بین‏‌الملل، طرح و برنامه، اداری و مالی، دفاتر نمایندگی، واحدها و مؤسسات وابسته و پژوهشکده امام خمینی و انقلاب اسلامی ادامه می‏‌دهد.

## مدیریت این مؤسسه
پس از مرگ سید روح‌الله خمینی، سید احمد خمینی فرزندش سرپرستی مؤسسه را عهده‌دار شد و پس از مرگ او، سید حسن خمینی تولیت آن را بر عهده گرفت. ریاست موسسه هم اکنون با علی کمساری است.

## فعالیت‌های مؤسسه
این مؤسسه در قالب‌هایی چون نگهداری اسناد روح‌الله خمینی، تنظیم و چاپ کتاب‌های او و مقالات مربوط فعالیت می‌کند و بر چاپ تمام مطالب و کتاب‌های ناشران دیگر دربارهٔ وی نظارت دارد.
عکس، آلبوم، نوار سخنرانی، فیلم و سی‌دی از محصولات مؤسسه است.

## مؤسسات زیر مجموعه
چاپخانه عروج متعلق به این مؤسسه است و همچنین صحیفه امام از آثار منتشره توسط این مؤسسه است.
همچنین پرتال امام خمینی اصلی‌ترین وب‌گاه این مؤسسه است.
دفتر این مؤسسه در شهر تهران قرار دارد.
پژوهشکده امام خمینی (س) و انقلاب اسلامی از نهادهای وابستهٔ این مؤسسه است که به آموزش عالی و پذیرش دانشجو می‌پردازد.